# Anna Bass
Anna Bass (1876–1961) fue una escultora francesa nacida en Estrasburgo.
El Museo de Arte Moderno, Centro Pompidou de París, conserva algunas obras de la escultora; una pieza del año 1961 titulada  La danseuse, también un torso de mujer de bronce.
Es autora de algunos monumentos, como el dedicado a Gustave Kahn en Metz -49°7′24″N 6°10′48″E / 49.12333, 6.18000 - y el Monumento a los Muertos de Bastelica, Córcega.